# Ernst Ruben Lagus
Generál Ernst Ruben Lagus (12. října 1896 – 15. července 1959) byl finský generálmajor, specialista na tankové boje a první vyznamenaný Mannerheimovým křížem (22. července 1941).
Lagus byl jeden z tzv. finských myslivců, trénovaných za první světové války v Německu. Během zimní války zodpovídal za zásobování jednotek bojujících na Karelské šíji, za pokračovací války velel nejprve Myslivecké brigádě, posléze pak Obrněné divizi.